# Gnathothlibus meeki
Gnathothlibus meeki là một loài bướm đêm thuộc họ Sphingidae. Loài này có ở Papua New Guinea.